# La Bureba
La Bureba es una comarca de la provincia de Burgos en la comunidad autónoma de Castilla y León en España. Se sitúa al noreste de la provincia y está regada por multitud de arroyos que van a desembocar al río Ebro a través de los ríos Homino, Oroncillo, Oca y Tirón.
Historiacamente ha sido una zona de paso entre el continente europeo y la meseta central de la península Ibérica y, por ende, el paso a África. En sus tierras se halla el Sitio arqueológico de Atapuerca donde se han hallado algunos de los restos de seres humanos más antiguos de la península ibérica entre los que destaca el Homo antecessor considerado como la especie más antigua de Europa occidental y central.
La Bureba es el  embrión del Condado de Castilla, posterior reino de Castilla uno de los reinos fundacionales de la actual España.
Tiene una población de 10.117 habitantes a 1 de enero de 2024, según los datos del INE.

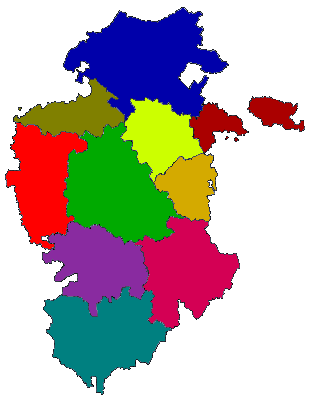
Mapa de las comarcas de Burgos.
Las Merindades
La Bureba
Ebro
Páramos
Odra y Pisuerga
Alfoz de Burgos
Montes de Oca
Arlanza
Sierra de la Demanda
Ribera del Duero

## Geografía
La Bureba es el núcleo mayoritario del antiguo partido de Briviesca, al que se añadió la ciudad de Frías, que fue siempre Tobalina, y se arrebató la villa de Pancorbo que, en otros tiempos, fue su cabeza.
La geografía ha contribuido a este hecho de historia y política. Un aro de montes cierra la depresión burebana, encajonada entre sierras y montes, el desfiladero de Pancorbo ha sido la puerta de la meseta ibérica en lo que se ha dado en llamar Corredor de La Bureba, paso obligado para todo aquel que, procedente del noreste de la Península o de Europa, quiere llegar a la Meseta Central. Dentro de sus límites quedan casi 900 km², el partido tradicional contaba con 1.161, a una altura media entre los 600 y los 800 m s. n. m.
Considerada como la verdadera esencia de Castilla a la que Azorín definió como el corazón de la tierra de Burgos fue asentamiento de los antiguos Autrigones, que tenían su capital en la actual Briviesca.

## Orografía e Hidrografía
Formada por una gran llanura rodeada de altas montañas. Los Montes Obarenes y los páramos de Masa-Sedano al norte, por el sur la Sierra del Alto de las Cruces, La Brújula y los Montes de Oca, por el oeste, otra vez los páramos de Masa-Sedano y al este el río Tirón que la enlaza con el Ebro. Estos límites entre las sierras cantábricas y los montes del sistema Ibérico guardan alguna pequeñas elevaciones interiores como la sierra de Atapuerca, el valle de las Caderechas y Poza de la Sal.
El sistema de fallas que rodea la cuenca en la parte más occidental de la comarca ha dado lugar a depósitos de sedimentos cretácicos sobre los que se han abierto paso las margas salinas del keuper y materiales volcánicos como las ofitas que han dado la riqueza en sal de este lugar. Estos yacimientos ya fueron explotados por los romanos.
La llanura se presta a la producción cerealística. Sus inmensos campos de trigo tiñen de verde o amarillo el paisaje que, según se orienta al Ebro, a La Rioja se va cambiando por los viñedos.
Los ríos son pequeños arroyos que van a confluir a los tres principales de la comarca, el Tirón, Homino y Oca todos ellos afluentes del Ebro.

## Historia
La fertilidad de sus suelos y el histórico e importante paso obligado, el ya mencionado Corredor de la Bureba, son los componentes que precipitan la ocupación humana de estos territorios en tiempos muy pretéritos. En las entrañas de las tierras, en la próxima sierra de Atapuerca, se han hallado restos de los más antiguos que se conocen de seres humanos en Europa, los restos del Homo antecessor, especie que pobló estos lugares hace cerca de un millón de años.
La ocupación continuada de sus tierras, con aportaciones de todas las culturas que atravesaron el obligado paso, definieron a los que encontraron los invasores romanos a su llegada a Iberia. Los Autrigones, una tribu Ibera que poblaba estas tierras, hizo su capital a la actual Briviesca, que todavía sigue ostentando ese título.  Cerca de la localidad de Barcina de los Montes fueron halladas tres aras latinizadas de la tribu de los autrigones. Estas aras hacen referencia al dios autrigón Vurovio, al que La Bureba debe su nombre.
A partir del siglo VIII, se conformó en la región una unidad política con entidad propia que se convirtió en el primitivo embrión del Condado de Castilla.
En tiempos de García Sánchez III de Navarra, hijo de Sancho el Mayor, La Bureba fue incorporada al Reino de Pamplona, antecesor del Reino de Navarra; posteriormente la zona sería disputada entre Navarra y Castilla, cambiando varias veces de manos en los años sucesivos. Navarra perdió este territorio de forma definitiva tras el Laudo arbitral del Rey Enrique II de Inglaterra de marzo de 1177, al que los reyes Alfonso VIII de Castilla y Sancho VI de Navarra habían condicionado sus disputas, después de firmar una tregua en agosto de 1176.
El condado de La Bureba, fue unión entre las tierras llanas y abiertas y de sus múltiples pueblos. Superpuesta al condado se constituyó la merindad en el siglo XII. La Merindad de la Bureba permaneció hasta el siglo XVIII dando personalidad a la entidad política.
La Reconquista dio paso a la repoblación por gentes llegadas del norte de la Península, no muy lejanos: campesinos, pequeña nobleza y hombres de iglesia. Sin el peligro militar, los pueblos se agrupan alrededor de la iglesia, la fuente o el camino.

## Municipios
Comprende cuarenta y cuatro  municipios. De los cuales, los municipios de: Aguas Cándidas, Los Barrios de Bureba, Briviesca, Fuentebureba, Galbarros, Oña, Poza de la Sal, Quintanaélez, Rojas, Rublacedo de Abajo, Rucandio, Salinillas de Bureba y Santa María del Invierno; están divididos a su vez en Entidades Locales Menores.
Judicialmente todos los municipios pertenecen al partido de Briviesca, excepto Miraveche, Santa María Ribarredonda y Villanueva de Teba, que pertenecen al Miranda de Ebro.

### Municipios
La comarca comprende cuarenta y cuatro ayuntamientos:
| - Abajas - Aguas Cándidas - Aguilar de Bureba - Alcocero de Mola - Bañuelos de Bureba - Barrios de Bureba, Los - Berzosa de Bureba - Briviesca - Busto de Bureba - Cantabrana - Carcedo de Bureba | - Carrias - Cascajares de Bureba - Castil de Peones - Cubo de Bureba - Fuentebureba - Galbarros - Grisaleña - Llano de Bureba - Miraveche - Monasterio de Rodilla - Navas de Bureba | - Oña - Padrones de Bureba - Piérnigas - Poza de la Sal - Prádanos de Bureba - Quintanabureba - Quintanaélez - Quintanavides - Quintanilla San García - Reinoso - Rojas | - Rublacedo de Abajo - Rucandio - Salas de Bureba - Salinillas de Bureba - Santa María Ribarredonda - Santa Olalla de Bureba - Vallarta de Bureba - Vid de Bureba, La - Vileña - Villanueva de Teba - Zuñeda |  |

### Entidades locales menores
La comarca comprende treinta y nueve pedanías:
| - Ahedo de Bureba (Galbarros) - Arconada (Carcedo) - Bárcena de Bureba (Abajas) - Barcina de los Montes (Oña) - Barrio de Díaz Ruiz (Los Barrios) - Bentretea (Oña) - Buezo (Salinillas) - Caborredondo (Galbarros) - Calzada de Bureba (Fuentebureba) - Castellanos de Bureba (Oña) - Castil de Lences (Poza) - Cereceda (Oña) | - Cornudilla (Oña) - Hermosilla (Oña) - Herrera de Valdivielso (Rucandio) - Hozabejas (Rucandio) - Huéspeda (Rucandio) - La Parte de Bureba (Oña) - Llano de Bureba - Las Vesgas de Bureba (Los Barrios) - Lences de Bureba (Poza) - Los Barrios - Madrid de las Caderechas (Rucandio) - Marcillo (Quintanaélez) | - Ojeda (Rucandio) - Penches (Oña) - Piedrahíta de Juarros (Santa María del Invierno) - Pino de Bureba (Oña) - Quintana-Urria (Carcedo) - Quintanaopio (Aguas Cándidas) - Quintanilla cabe Rojas (Rojas) - Quintanillabón (Briviesca) - Revillagodos (Briviesca) - Revillalcón (Salinillas) - Río Quintanilla (Aguas Cándidas) | - Rublacedo de Arriba (Rublacedo) - San Pedro de la Hoz (Galbarros) - Solduengo de Bureba (Los Barrios) - Terminón (Oña) - Terrazos de Bureba (Los Barrios) - Valdazo (Briviesca) - Villanueva de los Montes (Oña) - Zangández (Oña) |  |

### Localidades
La comarca comprende once localidades:
| - La Aldea del Portillo del Busto (Oña) - Cameno (Briviesca) | - Movilla (Llano) - Quintanilla cabe Soto (Quintanaélez) | - Quintanillabón (Briviesca) - Silanes (Miraveche) - Soto de Bureba (Quintanaélez) | - Tamayo (Oña) - Terminón (Oña) - Vallartilla (Vallarta) |  |

### Despoblados
La comarca comprende los pueblos deshabitados de Ventosa en el término de Villanueva de Teba, Valdearnedo en el término de Carcedo de Bureba, Bárcena de Bureba en el término de Abajas, Movilla en el término de Llano de Bureba, Tamayo en el de Oña y Vallartilla en Vallarta de Bureba.

## Partido de Bureba y su Merindad
El partido de Bureba era uno de los catorce que formaban la Intendencia de Burgos, durante el periodo comprendido entre 1785 y 1833, en el Censo de Floridablanca de 1787. 
Lindaba al norte con los de Corregimiento de las Merindades de Castilla la Vieja, Castilla la Vieja en Laredo y Castilla la Vieja en Burgos; al sur con los de Juarros y Santo Domingo;  al este con el de Miranda y al oeste con el de Burgos.

### Pueblos solos
Comprendía  19 villas, 4 lugares, 1 aldea, 5 granjas y 4 despoblados, que pertenecen a los municipios burgaleses de:   

#### Villas
| - Arraya, de señorío. - Ayuelas, de realengo. - Berberana, de señorío. - Bozoó, de señorío. - Briviesca, de señorío. - Busto, de señorío. - Castil de Peones, de abadengo. - Grisaleña, de señorío. - Monasterio de Rodilla, de señorío. - Montañana, de realengo y abadengo. | - Moriana, de señorío. - Obarenes, de abadengo. - Pancorbo, de señorío. - Portilla, de realengo. - Poza, de señorío. - Santa Gadea, de señorío. - Valpuesta, de abadengo. - Villanueva de Soportilla, de realengo. |  |

#### Lugares
| - Arcefoncea, de señorío. - Revillagodos, de abadengo. | - Revillalcón, de señorío. - Valdazo, de abadengo. |  |

#### Aldeas
- Encío, de señorío, aldea de Pancorbo.

#### Granjas
| - Piedralengua , de abadengo, de Santa Gadea. - Moscadero , de abadengo. - Ruyales , de abadengo. | - Valderueda , de abadengo. - Vallartilla , de abadengo. |  |

#### Despoblados
| - Bercilla, de señorío, de Poza. - Santé, de abadengo. | - Santiago de Veruela, de abadengo, de Bozoó. - Valdenubla, de abadengo. |  |

### Cuadrillas
La Merindad de Bureba estaba dividida en siete cuadrillas, que eran entonces:
- Cuadrilla de Caderechas,  con 14 villas, 1 coto redondo y 1 despoblado;
- Cuadrilla de Cameno,  con 8 villas y 1 despoblado;
- Cuadrilla de La Vid,  con 15 villas y 1 despoblado;
- Cuadrilla de Prádano,  con 10 villas y 1 despoblado;
- Cuadrilla de Quintanilla San García,  con 6 villas;
- Cuadrilla de Rojas,  con 18 villas y 2 despoblados;
- Cuadrilla de Santa María de Ribarredonda,  con 9 villas.

## Cruce de caminos
El tránsito por el conocido como Corredor de la Bureba, a través del estratégico desfiladero de Pancorbo, comunica la cuenca del Ebro con la del Duero. En tiempos prehistóricos lo atravesaron las emigraciones que llegaban de Europa y se adentraban en el interior de la meseta. Durante el Imperio romano se convirtió en un importante cruce de calzadas, siguiendo las rutas marcadas por la naturaleza, como: la 'Vía Aquitania' hacia Astorga y el noroeste por Monasterio de Rodilla (Tritium Autrigonum, de época romana), la 'Vía de Italia' (por el valle del Ebro) hacia Zaragoza y Tarragona por Cerezo de Río Tirón (Segisamunculum, en época romana) y el camino del norte hacía el Cantábrico por Poza de la Sal (llamada Flavia Augusta o Salionca por los romanos). 
El Camino de Santiago, en su variante de la 'Vía de Bayona', tiene su paso por la comarca; en el tránsito que comunica Miranda de Ebro con Burgos, a través de Briviesca.

## Monumentos
Destaca la larga colección de iglesias y ermitas románicas como las de: Abajas, Castil de Lences, Carcedo de Bureba, Hermosilla, Carrias, Aguilar de Bureba, Soto de Bureba, Navas de Bureba, Valdazo, Los Barrios de Bureba, Pino de Bureba, etc.